# 발렌틴 론지에
발렌틴 론지에(프랑스어: Valentin Rongier, 1994년 12월 7일 ~ )는 프랑스의 축구 선수이다. 그의 포지션은 미드필더로, 현재 리그 1의 렌에서 활약하고 있다.

## 클럽 경력

### 낭트
론지에는 마콩 출신으로, 2001년 낭트 청소년 클럽에 입단하였다. 2014년 10월 18일, 그는 1-1로 비긴 스타드 드 랭스와의 경기에서 78분에 뤼카 도와 교체되어 리그 1 데뷔전을 치렀다. 그는 2018-19 시즌을 앞두고 팀의 주장으로 임명되었다.

### 마르세유
2019년 9월 3일, 론지에는 올랭피크 드 마르세유와 €13M의 이적료에 5년 계약을 체결하였다.